# Карадок (король Думнонії)
Карадок (Caradocus, валл. Karadawc, ?-305), король Думнонії (290—305).
Карадок був легендарним королем бритів у відсутність імператора Магна Максима, який покинув Британію задля кампанії в Галлії.
Карадок був герцогом Корнуола під час правління Октавіуса. Саме він запропонував Октавіусу, що він повинен видати свою дочку за Магна Максима і об'єднати Британію з Римом через цей союз. Коли Октавіус погодився з ним, Карадок відіслав свого сина, Маврикія, до Риму, щоб доставити повідомлення Магну Максиму. Конан Меріадок ап Герайнт, небіж короля, не схвалив такі дії свого дядька та атакував Максима, коли він висадився поблизу Саутгемптона. Загалом Октавіус передав Максиму королівство і відійшов від справ. Карадок був у добрих стосунках із Максимом. Через п'ять років після того, як Магн Максим став королем Англії, почалася кампанія в Галлії на чолі з Магном Максимом. Таким чином неофіційна влада короля опинилася у Карадока. Він управляв Англією протягом ряду років, доки не помер. Після смерті Карадока королем став його брат Донольт (Dionotus).
Також за деякими припущеннями на честь Карадока було названо Карадокський ярус (рос. карадокский ярус, рос. карадок; англ. Caradocian, нім. Caradoc n) — п'ятий знизу геологічний ярус ордовикської системи, який охоплює суміжні частини середнього і верхнього ордовика. Від назви горба Кер-Карадок у Шропширі, Велика Британія.